# Georgi Wassilew (Fußballspieler, 1946)
Georgi Wassilew Iwanow (bulgarisch Георги Василев Иванов, wiss. Transliteration Georgi Vasilev Ivanov; auch Georgi Wassilev, Georgi Vasilev oder Georgi Wasilev geschrieben; * 9. August 1946 in Blagoewgrad), Spitzname Der General, ist ein ehemaliger bulgarischer Fußballspieler und heutiger -trainer.

## Karriere als Spieler
Wassilew begann seine Karriere beim Unterklassigen Verein Radomir, wo er von 1961 bis 1965 aktiv war. Danach folgte ein Wechsel zum FC Sliwen, einem Klub in der ersten bulgarischen Liga, der A Grupa, bei dem er aber nur für kurze Zeit beschäftigt war. 1968/1969 wechselte er zu Marek Dupniza. Danach landete er schließlich bei Etar Weliko Tarnowo, einem bulgarischen Spitzenclub, für den er von 1969 bis 1977 spielte. In dieser Zeit absolvierte er 220 Spiele für den Verein und steuerte 32 Tore bei. In seiner Zeit als Profi-Fußballer bestritt er 4 A-Länderspiele für die bulgarische Fußballnationalmannschaft.

## Stationen als Trainer
Nachdem Wassilew in Köln zum Fußballlehrer ausgebildet worden war, wurde er beim bulgarischen Klub Lewski Straschiza Trainer. Das Team betreute er von 1977 bis 1979. Danach bekam er ein Jobangebot von seinem letzten Klub als aktiver Feldspieler, in dem er acht Jahre spielte, Etar Weliko Tarnowo, erst als Co-Trainer (1979 bis 1981), danach – mit Unterbrechungen – bis 1992 als Cheftrainer. 1984/85 war er Coach von Spartak Plewen, von 1985 bis 1986 war er unter Iwan Wuzow Co-Trainer der bulgarischen Nationalmannschaft – so auch während der Fußball-Weltmeisterschaft 1986.
Nachdem sein Engagement in Weliko Tarnowo 1992 geendet hatte, betreute er erst Lewski Sofia (1993 bis 1995), später Anorthosis Famagusta aus Zypern und ZSKA Sofia (1996 bis 1998), bevor er nach Deutschland ging und seine wohl erfolgreichste Zeit als Trainer beim 1. FC Union Berlin erlebte. Mit den Hauptstädtern stieg er in der Saison 2000/2001 in die 2. Bundesliga auf, erreichte in derselben Saison das Finale im DFB-Pokal und qualifizierte sich somit für den UEFA-Cup, wo man in der ersten Runde den FC Haka aus Finnland ausschalten konnte und erst in der zweiten Runde ausgerechnet gegen den bulgarischen Vertreter Litex Lowetsch ausschied. In der 2. Bundesliga lief es in der ersten Saison sehr gut, der Aufsteiger erreichte überraschend am Ende Platz 6.
Nach der Bekanntgabe Wassilews, nach der Saison den Verein zu verlassen, einem blamablen Auftritt und einer 0:7-Niederlage beim 1. FC Köln am 7. Oktober 2002 wurde Wassilew während eines kurz nach dem Spiel eingelegten Urlaubes auf Zypern am 12. Oktober entlassen.
Im Frühling 2003 ging er zu Nea Salamis Famagusta. Das Arbeitsverhältnis war allerdings nicht von langer Dauer, denn noch im selben Jahr verließ er den Verein wieder in Richtung Lewski Sofia (2003 bis 2004), wo er schon zehn Jahre zuvor als Trainer angestellt war.
Im Dezember 2006 kehrte Wassilew zum 1. FC Union Berlin zurück, um den mittlerweile in die Oberliga abgerutschten Verein wieder in die 2. Bundesliga zu führen. Seine zweite Amtszeit stand jedoch unter keinem sehr guten Stern; der Trainer, nicht unbedingt Viertliga-Niveau gewöhnt, zeigte sich überrascht ob der qualitativen Mängel im damaligen Kader und des unerwartet niedrigen Spielniveaus in der Oberliga. Des Weiteren wurde ihm vom Vorstand mangelnde Arbeitsmoral vorgeworfen und so trennte man sich nach nur drei Monaten am 6. April 2007 wieder voneinander und der Verein verpflichtete stattdessen mit sofortiger Wirkung Christian Schreier vom Aufstiegskonkurrenten MSV Neuruppin.
Danach wurde es ruhig um Wassilew. Nach der Entlassung arbeitet er beim FK Neftochimik in der Zweiten Bulgarischen Liga und im Juni 2007 wechselte er zum griechischen Klub APO Levadiakos. Dort gab er aber bereits im März 2008 seinen Rücktritt bekannt. In der Saison 2009/2010 führte er den bulgarischen Zweitligisten PFK Nessebar.
Zwischen März und Juni 2011 war Wassilew Trainer des bulgarischen Erstligisten FC Tschernomorez Burgas. Sein Posten in Burgas übernahm Dimitar Dimitrow.

## Titel
- Bulgarischer Meister (4): 1991 (Etar Weliko Tarnowo), 1994, 1995 (beide Lewski Sofia), 1997 (ZSKA Sofia)
- Bulgarischer Pokalsieger (2): 1994 (Lewski Sofia), 1997 (ZSKA Sofia)
- Meister der Regionalliga Nord und Aufstieg in die 2. Bundesliga: 2001 (1. FC Union Berlin)

## Trivia
- Während seiner Zeit bei Etar Weliko Tarnowo machte Wassilew an der örtlichen Universität seinen Abschluss in Geschichte.